# آلیس ویال
آلیس ویال (فرانسوی: Alice Vial‎؛ زادهٔ ۱۵ ژوئیهٔ ۱۹۸۶) هنرپیشه، فیلم‌سازی، فیلم‌نامه‌نویس، ویراستاری اهل فرانسه است. او بیشتر برای شرکت در نوشتن فیلم‌نامه فیلم بی‌گناهان به کارگردانی آن فونتن شناخته می‌شود.